# Тажиев, Есентай Бодесович
Есентай Бодесович Тажиев (каз. Есентай Бөдесұлы Тәжиев; род. 18 ноября 1947, Джетысай) — казахстанский врач-организатор высшей категории, доктор медицинских наук (1997), профессор (2000), академик РАМН (2007). Заслуженный работник Республики Казахстан (1996). Отличник здравоохранения СССР и Республики Казахстан.

## Биография
Родился 18 ноября 1947 года в поселке Жетысай Кировского района Южно-Казахстанской области.
В 1974 году окончил Алматинский государственный медицинский институт. Во время учебы в институте работал санитаром, затем медбратом в городской клинической больнице № 2. После окончания института — одногодичная интернатура в Центральной городской клинической больнице (ЦГКБ) г. Алматы.
В 1991 году защитил учёное звание кандидата медицинских наук.
В 1997 году защитил учёное звание доктора медицинских наук, тема диссертации: «Методологические и организационно-клинические аспекты достационарной диагностики и лечения хирургических заболеваний».

## Трудовая деятельность
- С 1975 по 1986 годы — разнорабочий, механизатор совхоза, санитар, медбрат; врач, заведующий отделением, заместитель главного врача Центральной ГКБ города Алма-Аты.
- С 1986 по 1996 годы — главный врач городской клинической больницы № 1 города Алматы.
- С 1996 по 2012 годы — главный врач центральной городской клинической больницы города Алматы.
- С 1999 года — проректор Алматинского института усовершенствования врачей.

В настоящее время заместитель директора Республиканского клинического госпиталя для инвалидов Отечественной войны города Алматы.
С 2017 года член Наблюдательного совета Казахского национального медицинского университета им. С. Д. Асфендиярова.

## Награды и звания
- Заслуженный работник Республики Казахстан (1996);[3]
- Медаль «10 лет независимости Республики Казахстан» (2001);
- Орден Парасат (2004);[4]
- Медаль «10 лет Парламенту Республики Казахстан» (2006);
- Орден «Барыс» 3 степени (2010);[5][6]
- Медаль «20 лет независимости Республики Казахстан» (2011);
- Значок «Отличнику здравоохранения» (СССР);
- Нагрудный знак отличника здравоохранения Республики Казахстан;
- Награждён благодарственным письмом Первого Президента Республики Казахстан;
- Почётная грамота Министерства здравоохранения Республики Казахстан;
- Нагрудный знак «За вклад в развитие здравоохранения» Министерство здравоохранения Республики Казахстан;
- Премия Национального выбора года «Алтын Адам» в номинации «Лучший медицинский организатор года» (2002);

## Выборные должности, депутатство
С 1990 по 1993 годы — Депутат Верховного Совета Республики Казахстан 12-го созыва.
С 1994 по 2012 годы — Депутат Алматинского городского маслихата, председатель комиссии по социальной защите и общественному согласию.